# God's Clay (1928)
God's Clay é um filme mudo britânico de 1928, do gênero drama, dirigido por Graham Cutts e estrelado por Anny Ondra, Trilby Clark, Haddon Mason e Franklyn Bellamy. É uma adaptação do romance homônimo de Claude Askew e Alice Askew.

## Elenco
- Anny Ondra - Angela Clifford
- Trilby Clark - Poppy Stone
- Franklyn Bellamy - Jaspar Murgatroyd
- Haddon Mason - Geoffrey Vance
- Marie Ault - Hannah
- Julian Royce - Duke
- Bernard Vaughan - Butler
- Antoinette Brough - Mary Robbins
- Annie Esmond